# Josef Schächter

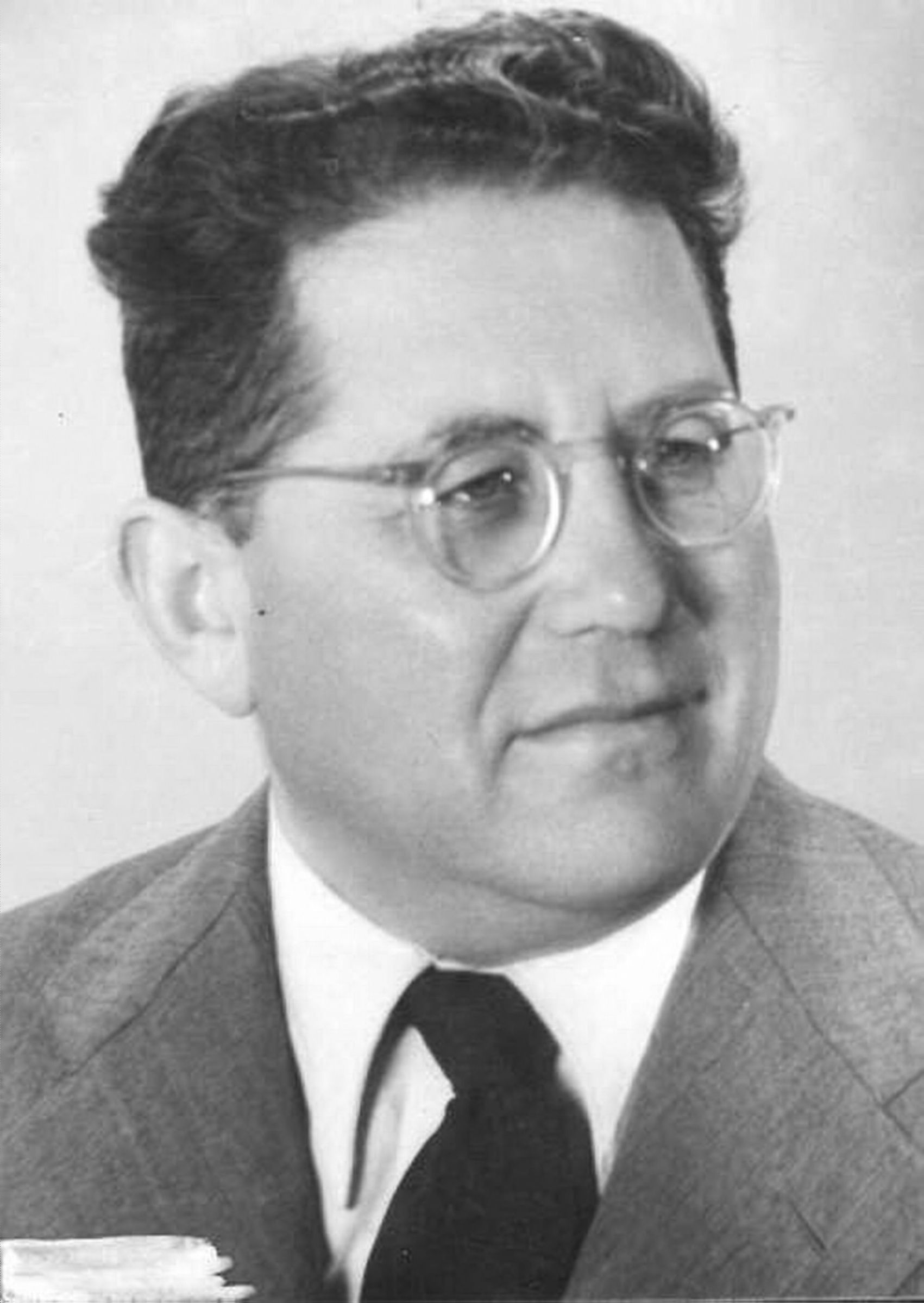
Josef Schächter (1952)

Josef Schächter (geboren 16. September 1901 in Kudrynce, Galizien, Österreich-Ungarn; gestorben 27. März 1994 in Haifa) war ein österreich-israelischer Rabbiner, Philosoph und Teilnehmer des Wiener Kreises von 1925 bis 1936.

## Leben
Josef Schächter war der Sohn von Shoel Schächter und Sarah, geb. Distenfield. Er absolvierte eine Ausbildung zum Rabbiner und wurde 1926 ordiniert. Er arbeitete von 1922 bis 1929 und 1935 bis 1938 als Talmudlehrer am Hebräischen Pädagogium in Wien. Gleichzeitig studierte er Philosophie als Student von Moritz Schlick, bei dem er 1931 mit der Arbeit „Kritische Darstellung von N. Hartmanns ‚Grundzüge einer Metaphysik der Erkenntnis‘“ dissertierte. Von 1925 bis 1936 gehörte Schächter dem Wiener Kreis an. Seine Arbeit Prolegomena zu einer kritischen Grammatik erschien mit einem Geleitwort Schlicks im Rahmen der Schriften zur wissenschaftlichen Weltauffassung. Nach der Ermordung Schlicks übernahm Schächter in Vertretung Friedrich Waismanns die Leitung philosophischer Seminare.
Schächter emigrierte 1938 nach Palästina und lehrte danach an Mittelschulen, zunächst bis 1940 in Tel Aviv und bis 1950 in Haifa. 1943 heiratete er die Lehrerin Netti Dlugacz. 1951 und 1952 war er als Schulinspektor im israelischen Schulwesen tätig. Später wirkte er als Lektor für Bibel und Aggada am Lehrerseminar in Haifa. Anfang der 1950er Jahre begründete eine Gruppe seiner Studenten das Kibbuz „Yodefat“ in Galiläa, um Schächters Lehren zu verwirklichen.
Schächter war Mitglied der Association of writers Hebrews in Israel, des israelischen P.E.N. Von der Stadt Haifa wurde er mit dem Ruppin-Preis ausgezeichnet. Er veröffentlichte zahlreiche Schriften zum klassischen Judentum, zu Sprache, Sinn und Glaube im Kontext von Wissenschaft und Religion.

## Schriften (Auswahl)
- Kritische Darstellung von N. Hartmanns ‘Grundzüge einer Metaphysik der Erkenntnis’. Diss., Wien 1931.
- Prolegomena zu einer kritischen Grammatik (= Schriften zur wissenschaftlichen Weltauffassung, 10), Wien 1935.
- Mavo Kazar L’Logistikah (Eine kurze Einführung in die Logistik [hebr.]), mit einem Vorwort von Hugo Bermann, Wien 1937.
- Der Sinn pessimistischer Sätze. In: Synthese. 3, 1938, S. 223–233.
- Über das Verstehen, in: Synthese 8, 1950/51, S. 367–384.
- The Task of the Modern Intellectual. In: An Anthology of Hebrew Essays II, 1966, S. 299–310.
- Mit Heinrich Melzer: Über den Physikalismus. In: B. McGuinness (Hrsg.): Zurück zu Schlick. Eine Neubewertung von Werk und Wirkung. Hölder-Pichler-Tempsky, Wien 1985, S. 92–103.